# Niebieska sukienka
Niebieska sukienka − czwarty singiel promujący drugi studyjny album Łez pt. W związku z samotnością. Utwór stał się radiowym przebojem. Autorami tekstu i kompozytorami są Arkadiusz Dzierżawa, Adam Konkol, Dawid Krzykała, Rafał Trzaskalik i Anna Wyszkoni . Do utworu powstał teledysk, który znalazł się na koncertowym DVD zespołu.